# Fiberpalmlilja
Fiberpalmlilja (Yucca filamentosa) är en sparrisväxtart som beskrevs av Carl von Linné. Fiberpalmlilja ingår i släktet palmliljor, och familjen sparrisväxter. Inga underarter finns listade i Catalogue of Life.